# Scremerston
Scremerston – wieś w Anglii, w hrabstwie Northumberland. Leży 89 km na północ od miasta Newcastle upon Tyne i 486 km na północ od Londynu.